# 衛州
衛州（えいしゅう）は、中国にかつて存在した州。南北朝時代からモンゴル帝国時代にかけて、現在の河南省新郷市一帯に設置された。

## 魏晋南北朝時代
東魏により設置された義州を前身とする。北周により衛州と改称された。

## 隋代
隋初には、衛州は1郡2県を管轄した。607年（大業3年）、郡制施行に伴い、衛州は汲郡と改称され、下部に8県を管轄した。隋代の行政区分に関しては下表を参照。
| 隋代の行政区画変遷 | 隋代の行政区画変遷 | 隋代の行政区画変遷 | 隋代の行政区画変遷 | 隋代の行政区画変遷 | 隋代の行政区画変遷                                  |
| 区分               | 開皇元年           | 開皇元年           | 開皇元年           | 区分               | 大業3年                                             |
| ------------------ | ------------------ | ------------------ | ------------------ | ------------------ | --------------------------------------------------- |
| 州                 | 衛州               | 黎州               | 黎州               | 郡                 | 汲郡                                                |
| 郡                 | 汲郡               | 黎陽郡             | 修武郡             | 県                 | 衛県 汲県 黎陽県 隋興県 内黄県 臨河県 湯陰県 澶水県 |
| 県                 | 朝歌県 伍城県      | 黎陽県             | 修武県 獲嘉県      | 県                 | 衛県 汲県 黎陽県 隋興県 内黄県 臨河県 湯陰県 澶水県 |

## 唐代
618年（武徳元年）、唐により汲郡は衛州と改められた。742年（天宝元年）、衛州は汲郡と改称された。758年（乾元元年）、汲郡は衛州と改称された。衛州は河北道に属し、汲・新郷・衛・共城・黎陽の5県を管轄した。

## 宋代以降
北宋のとき、衛州は河北西路に属し、汲・新郷・獲嘉・共城の4県と黎陽監を管轄した。
金のとき、衛州は河北西路に属し、汲・新郷・蘇門・獲嘉・胙城の5県と早生・大寧の2鎮を管轄した。
1260年（中統元年）、モンゴル帝国により衛州は衛輝路に昇格した。